# Wolverhampton Wanderers FC
Wolverhampton Wanderers FC är en engelsk fotbollsklubb i Wolverhampton, grundad 1877. Klubben spelar sedan 2018/19 i Premier League. Hemmaarenan heter Molineux Stadium och har plats för 31 700 åskådare. Lagets smeknamn är The Wolves ("Vargarna") och var en av de tolv klubbar som bildade The Football League 1888. Klubben hade en storhetstid under 1950-talet, då laget vann ligan tre gånger. Under 1980-talet åkte Wolves ner i division fyra och höll på att gå i konkurs, men tog år 2003 steget upp i Premier League och har sedan dess spelat i de två högsta divisionerna till och från.

## Historia

### Start till och med krigstiderna (1877–1945)
Klubben grundades 1877 som St Luke's FC av John Baynton och John Brodie, två elever vid St Luke's Church School i Blakenhall, efter de hade fått en fotboll av sin rektor Harry Barcroft. Laget spelade sitt första match den 13 januari 1877 mot ett reservlag från Stafford Road, senare slogs klubben ihop med fotbollssektionen vid en lokal cricketklubb vid namn Blakenhall Wanderers för att bilda Wolverhampton Wanderers i augusti 1879.
Under de första åren spelade laget på två olika planer, John Harper's Field och Windmill Field, som låg vid Lower Villiers Street i Blakenhall strax söder om Wolverhamptons centrum. 1881 flyttade laget till en plan vid Dudley Road och två år senare deltog laget i FA-cupen för första gången. Efter att ha besegrat Long Eaton Rangers förlorade laget mot Wednesbury Old Athletic i andra omgången.

Klubbens ligaplaceringar från och med 1888.

1888 var Wolverhampton Wanderers med om att bilda The Football League, världens första fotbollsliga. Första säsongen i ligan slutade med en tredjeplats och laget gick även till final i FA-cupen, där det blev förlust med 3–0 mot Preston North End som även hade vunnit ligan. Efter säsongen flyttade klubben till sin nuvarande hemmaarena Molineux Stadium.
Wolves tog sin första stora titel vid seger mot Everton med 1–0 i FA-cupfinalen 1893 på Fallowfield i Manchester. Laget var vid den här tiden ett mittenlag i ligan, men tog sig till sin tredje cupfinal 1896 då The Wednesday vann med 2–1 på Crystal Palace i London.
1908, efter två år i andradivisionen, gick Wolves till final i FA-cupen och besegrade Newcastle United med 3–1. Efter första världskriget åkte laget ner i division tre norra 1923, som innebar att Wolves blev den första av de ursprungliga ligaklubbarna att ramla så långt ner i seriesystemet. 1921 tog sig laget till final i FA-cupen för femte gången, som vanns av Tottenham med 1–0. Redan efter en säsong kom Wolves tillbaka upp i tvåan, och sedermera 1932 i högsta divisionen efter 26 års frånvaro. Framträdande spelare i laget var Billy Hartill och Dickie Rhodes, som stod för en stor del av lagets 115 mål under säsongen. 1937/38 kom laget tvåa efter Arsenal hade inför säsongens sista omgång chansen i egna händer för en titel. Året efter kom man återigen på andra plats i ligan, och lett av lagkaptenen Stan Cullis gick laget även till final i FA-cupen där det blev förlust med 4–1 mot Portsmouth på Wembley Stadium. Senare under 1939 ställdes ligafotbollen in på grund av andra världskriget.

### 1900-talets andra halva

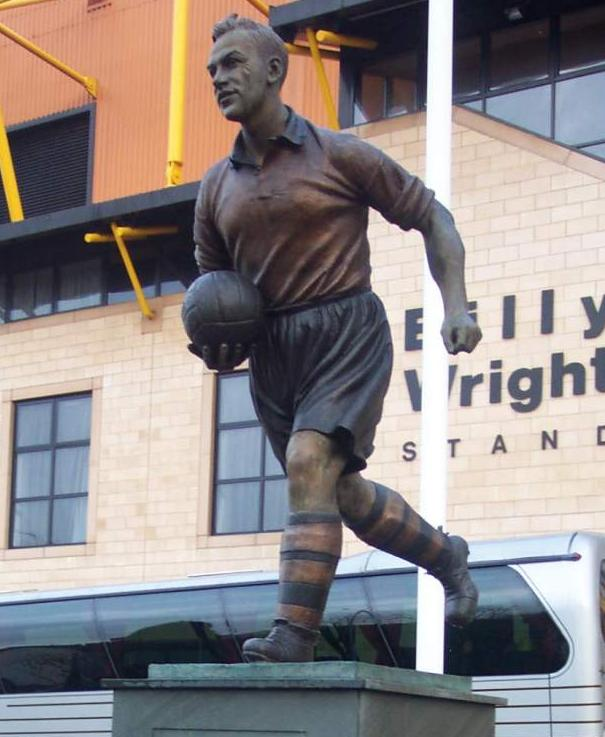
Staty av Billy Wright utanför Molineux.

Frank Buckley lämnade klubben 1944, men under första säsongen efter kriget tillhörde Wolves fortfarande toppklubbarna i landet. Laget kom på tredje plats i ligan säsongen 1946/47 och Dennis Westcott blev skyttekung med 38 gjorda mål. Ett år senare tog den nyavlagde spelaren Stan Cullis över som tränare och skulle inleda den mest framgångsrika perioden i klubbens historia. 1949/50 besegrades Leicester City med 3–1 i FA-cupfinalen, och året efter kom laget på andra plats i ligan som avgjordes på målskillnad. Säsongen 1953/54 vann Wolves sin första ligatitel, fyra poäng före lokalkonkurrenten West Bromwich Albion. Två år tidigare hade Wright blivit förste spelare i Wolverhampton utsedd till Årets spelare i England. Förutom Billy Wright innehöll laget spelare som Peter Broadbent, Johnny Hancocks och Jimmy Mullen. Klubben uppmärksammades även för sina kvällsmatcher i elljus mot flera europeiska toppklubbar, vilket var ovanligt vid den här tiden. Laget kom på andra plats i ligaspelet efter Chelsea 1955.
Säsongerna 1957/58 och 1958/59 blev Wolves ligamästare två år i rad. Säsongen 1958/59 deltog laget i Europacupen för första gången, där det blev förlust mot tyska Schalke 04 i första omgången. Efter säsongen tackade lagkaptenen Billy Wright för sig efter tjugo år i klubbens A-lag. 1960 blev laget först med att göra över 100 ligamål tre säsonger i rad, dock utan ligatitlar, och besegrade Blackburn Rovers med 3–0 i FA-cupfinalen. Priset som Årets spelare i England gick till Bill Slater.
Laget kom på tredje plats i ligan säsongen 1960/61, och hade för fjärde året i rad gjort över 100 ligamål, men halkade året efter ner till artonde plats. I september 1964 fick tränaren Stan Cullis sparken, men hans efterträdare Andy Beattie kunde inte förhindra att Wolves åkte ner i division två. 1966/67 deltog laget för första gången i Ligacupen där laget blev utslaget av Fulham i tredje omgången. Den nye tränaren Ronnie Allen ledde laget till en andraplats och återavancerade till division ett. Under sommaren 1967 deltog Wolves i den nystartade nordamerikanska ligan United Soccer Association. Ligan hade importerat tolv lag från Europa och Sydamerika för att spela i städer i USA och Kanada. Wolverhampton, som gick under namnet Los Angeles Wolves, vann den västra divisionen och tog hem mästerskapstiteln efter att ha besegrat mästarlaget från den östra divisionen Washington Whips (Aberdeen från Skottland) i finalen. Ligan var sanktionerad av FIFA och året efter slogs den samman med den icke-sanktionerade ligan National Professional Soccer League och bildade North American Soccer League.
Bill McGarry tog över som tränare 1968, och med spelare som Derek Dougan och Kenny Hibbitt klättrade laget i tabellen, och säsongen 1970/71 slutade Wolves på fjärde plats. Detta kvalificerade laget för spel i den nystartade UEFA-cupen, där Wolves nådde final mot Tottenham men förlorade. 1974 gick Wolves till final i Ligacupen för första gången och vann mot Manchester City med 2–1. Efter några år i botten av högsta respektive toppen av näst högsta ligan slutade laget på sjätte plats i ligan säsongen 1979/80 under ledning av tränaren John Barnwell, och vann Ligacupen igen efter segermål i finalen av Andy Gray – som 1979 hade blivit Storbritanniens dyraste fotbollsspelare när han värvades av Aston Villa för 1 469 000 pund.
Wolves åkte ner i division två 1982 och samma år tog bröderna Bhatti över ägarskapet i klubben. I mars 1982 såldes högerbacken Derek Parkin till Stoke City som klubbens meste spelare genom tiderna med sina 609 tävlingsmatcher. Året efter lämnade John Richards klubben efter 194 mål på 486 matcher, vilket gjorde honom till tidernas bäste målskytt i Wolves. Laget tog sig direkt tillbaka till division ett, men sedan följde nedflyttning tre år i rad, och raset stannade inte förrän i division fyra säsongen 1986/87. Publiken minskade kraftigt och klubben höll på att gå i konkurs när den 1986 räddades av Wolverhamptons kommun, Asda Supermarkets och byggbolaget Gallaghers. I oktober samma år anställdes Graham Turner som tränare och Steve Bull värvades, som kom att få stor betydelse för laget under många år. Bull satte ett klubbrekord genom att göra sammanlagt 52 mål under säsongen 1987/88. Laget vann division fyra, och även Sherpa Van Trophy genom att besegra Burnley på Wembley. Ett år senare tog sig laget tillbaka till division två efter att ha vunnit division tre.
1990 köptes Wolves av Sir Jack Hayward som kom att skjuta in stora summor pengar i klubben. Graham Turner lämnade klubben 1994 och ersattes av den förre engelske förbundskaptenen Graham Taylor, som under sin första säsong ledde laget till fjärde plats i tabellen men gick miste om uppflyttning efter förlust mot Bolton Wanderers i kvalsemifinalen. Mark McGhee ledde laget till tredje plats i tabellen säsongen 1996/97 men i kvalet till Premier League blev det återigen förlust i kvalsemifinalen, den här gången mot Crystal Palace. Sommaren 1999 avslutade Steve Bull karriären efter att ha gjort 306 mål på 561 matcher för Wolves.

### Historik efter millennieskiftet
Dave Jones tog över som tränare närmast efter Colin Lee, men laget stannade i mitten av tabellen. Under 2001/02 var laget länge bland de två högsta i andradivisionen, men Wolves misslyckades för tredje gången att ta sig upp i Premier League efter förlust i kvalsemifinalen mot Norwich City. Säsongen 2002/03 kom Wolves på femte plats och tog därmed en av kvalplatserna. I semifinalen besegrades Reading och i finalen på Millennium Stadium i Cardiff slogs Sheffield United tillbaka med 3–0 och Wolves hade därmed tagit sig till Premier League för första gången (och tillbaka i högsta divisionen efter 19 år), men besöket blev bara ettårigt.
Glenn Hoddle tog laget till nionde plats i tabellen av andra divisionen våren 2006, efter bara en förlust de sista 25 matcherna. Laget slutade sjua året efter, vilket inte räckte till en kvalplats till Premier League, och i juli 2006 sade Hoddle upp sig. Mick McCarthy, som anställdes som ny tränare, tog över ett lag som under sommaren 2006 gjorde sig av med elva A-lagsspelare.

## Hemmaarena

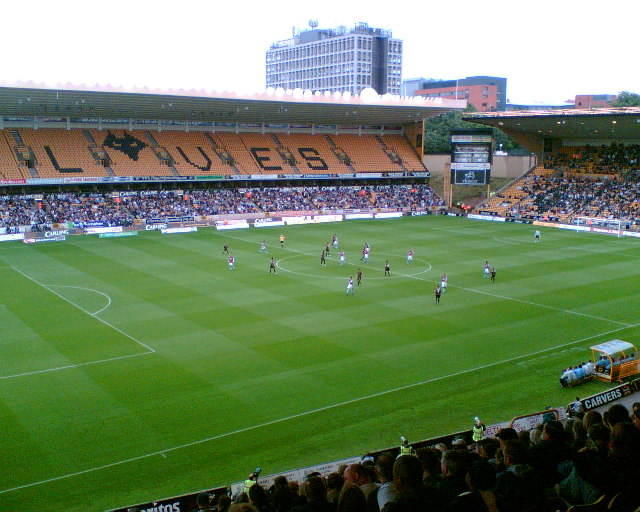
Molineux.

Wolverhampton har spelat sina hemmamatcher på Molineux Stadium sedan 1889. Under de första åren spelade laget på John Harper's Field och Windmill Field innan flytt 1881 till en plan vid Dudley Road. Molineux utvecklades under 1920- och 30-talen till att bli en av de mest berömda arenorna i England. Arenan hade fyra läktare: South Bank, North Bank, Molineux Street Stand och Waterloo Road Stand. I en FA-cupmatch mot Liverpool i februari 1939 sattes det gällande publikrekordet, då 61 315 åskådare såg Wolves vinna med 4–1. Under klubbens storhetstid på 1950-talet hade Molineux regelbundet publiksiffror på 50 000 åskådare, de flesta stående.
Arenan behöll sitt utseende fram till 1979 då John Ireland Stand ersatte den gamla Molineux Street Stand. Efter läktarbranden i Bradford 1985 stängdes träläktarna North Bank och Waterloo Road Stand av säkerhetsskäl, men efter att multimiljonären Sir Jack Hayward köpte klubben 1990 har arenan byggts om. 1992 ersattes North Bank av Stan Cullis Stand och i augusti året efter ersattes Waterloo Road Stand av Billy Wright Stand. I december 1993 invigdes Jack Harris Stand som ersatte South Bank. Även John Ireland Stand renoverades och döptes om till Steve Bull Stand. Molineux har idag plats för 28 425 sittande åskådare.

## Färger och klubbmärke
Wolves matchställ består av guldfärgade tröjor och svarta byxor. Ett klubbmärke började dyka upp på tröjorna under 1950-talet, men bara vid speciella matcher. I FA-cupfinalen 1960 pryddes tröjorna av Wolverhamptons stadsvapen. I slutet av 1960-talet började klubben använda ett klubbmärke på tröjorna bestående av bokstäverna WW med en varg ovanför. Efter några år med tre vargar i mitten av tröjan introducerades 1980 ett klubbmärke bestående av ett varghuvud. Sedan dess har olika varianter av detta märke förekommit på lagets tröjor, med undantag för ett par år i mitten av 1990-talet då Wolverhamptons stadsvapen användes.

## Lokalkonkurrenter
I storstadsområdet West Midlands har Wolverhampton flera lokalkonkurrenter. Den största rivalen är West Bromwich Albion från staden West Bromwich som är granne med Wolverhampton. Lagen har allt som oftast tillhört samma division i ligan och matcherna brukar kallas Black Country-derbyt. Redan under den första säsongen i ligan, 1888/89, möttes Wolverhampton och West Bromwich. Wolves vann både hemma och borta den säsongen, men sedan dess har lagen vunnit ungefär lika många matcher. Även Walsall är granne med Wolverhampton, men lagen har tillbringat större delen av historien i olika divisioner. Wolverhampton har även rivaler i Birmingham-klubbarna Aston Villa och Birmingham City som fram till 1980-talet mestadels spelade i samma division. Andra klubbar i närheten av Wolverhampton är Coventry City och Stoke City.

## Spelartrupp
Korrekt per den 28 juni 2025
| 1  | Portugal | José Sá        | 17 januari 1993 | Olympiakos (-21)       |
| 25 | England  | Daniel Bentley | 13 juli 1993    | Bristol City (-23)     |
| 31 | England  | Sam Johnstone  | 25 mars 1993    | Crystal Palace (-24)   |
| 40 | Wales    | Tom King       | 9 mars 1995     | Northampton Town (-23) |

| 2  | Irland          | Matt Doherty     | 16 januari 1992   | Atlético Madrid (-23)   |
| 4  | Uruguay         | Santiago Bueno   | 9 november 1998   | Girona (-23)            |
| 12 | Elfenbenskusten | Emmanuel Agbadou | 17 juni 1997      | Stade Reims (-25)       |
| 14 | Colombia        | Yerson Mosquera  | 2 maj 2001        | Atlético Nacional (-21) |
| 17 | Spanien         | Hugo Bueno       | 18 september 2002 | Areosa (-19)            |
| 22 | Portugal        | Nélson Semedo    | 16 november 1993  | Barcelona (-20)         |
| 24 | Portugal        | Toti Gomes       | 16 januari 1999   | Estoril (-20)           |
| 33 | Frankrike       | Bastien Meupiyou | 19 mars 2006      | Nantes (-24)            |
| 34 | Burkina Faso    | Nasser Djiga     | 15 november 2002  | Röda Stjärnan (-25)     |
| 35 | Nederländerna   | Ki-Jana Hoever   | 18 januari 2002   | Liverpool (-20)         |
| 37 | Brasilien       | Pedro Lima       | 1 juli 2006       | Sport Recife (-24)      |

| 5  | Zimbabwe  | Marshall Munetsi | 22 juni 1996      | Stade Reims (-25)     |
| 6  | Mali      | Boubacar Traoré  | 20 augusti 2001   | Metz (-22)            |
| 7  | Brasilien | André            | 16 juli 2001      | Fluminense (-24)      |
| 8  | Brasilien | João Gomes       | 12 februari 2001  | Flamengo (-23)        |
| 20 | England   | Tommy Doyle      | 17 oktober 2001   | Manchester City (-23) |
| 32 | Irland    | Joe Hodge        | 14 september 2002 | Manchester City (-21) |

| 11 | Sydkorea  | Hee-Chan Hwang         | 26 januari 1996  | RB Leipzig (-21)           |
| 18 | Österrike | Saša Kalajdžić         | 7 juli 1997      | Stuttgart (-22)            |
| 19 | Portugal  | Rodrigo Gomes          | 7 juli 2003      | Braga (-24)                |
| 27 | Frankrike | Jean-Ricner Bellegarde | 27 juni 1998     | Strasbourg (-23)           |
| 29 | Portugal  | Gonçalo Guedes         | 29 november 1996 | Valencia (-22)             |
| 30 | Paraguay  | Enso González          | 20 januari 2005  | Club Libertad (-23)        |
| 36 | Portugal  | Chiquinho              | 5 februari 2000  | Estoril (-22)              |
| 63 | Irland    | Nathan Fraser          | 22 februari 2005 | Wolverhampton Wanderers FC |
| -  | Portugal  | Fábio Silva            | 19 juli 2002     | Porto (-20)                |
| -  | Spanien   | Fer López              | 24 maj 2004      | Celta Vigo (-25)           |

### Utlånade spelare
| Nr | Land | Pos | Namn |
| -- | ---- | --- | ---- |

| Nr | Land | Pos | Namn |
| -- | ---- | --- | ---- |

### Utvecklingslag
| Nr | Land       | Pos | Namn                   |
| -- | ---------- | --- | ---------------------- |
| 41 | England    | F   | Luke Matheson (-02)    |
| 44 | England    | F   | Michael Agboola (-01)  |
| 58 | Nordirland | F   | Jack Scott (-02)       |
| 61 | England    | F   | Ollie Tipton (-03)     |
| 63 | Irland     | A   | Nathan Fraser (-05)    |
| 65 | Nordirland | A   | Lee Harkin (-03)       |
| 66 | England    | MF  | Harvey Griffiths (-03) |
| 67 | Indonesien | F   | Justin Hubner (-03)    |
| 71 | Kina       | A   | Zhenyu He (-01)        |
| 78 | England    | MF  | Jack Hodnett (-03)     |

| Nr | Land       | Pos | Namn                      |
| -- | ---------- | --- | ------------------------- |
| 79 | Wales      | MF  | Owen Hesketh (-02)        |
| 83 | England    | F   | Aaron Keto-Diyawa (-03)   |
| 85 | Singapore  | F   | Harry Birtwistle (-03)    |
| 87 | Jamaica    | A   | Tyler Roberts (-03)       |
| 89 | Australien | MF  | Dylan Scicluna (-04)      |
| 92 | England    | F   | Kam Kandola (-04)         |
| -  | England    | F   | Alfie Pond (-04)          |
| -  | Portugal   | F   | Christian Marques (-03)   |
| -  | England    | MV  | Louie Moulden (-02)       |
| -  | Island     | MV  | Pálmi Arinbjörnsson (-03) |

#### Utlånade spelare
| Nr | Land    | Pos | Namn                                                 |
| -- | ------- | --- | ---------------------------------------------------- |
| 55 | England | MV  | Jackson Smith (i Walsall till 31 maj 2023)           |
| 77 | Wales   | A   | Chem Campbell (i Wycombe Wanderers till 31 maj 2023) |
| -  | England | F   | Dion Sanderson (i Birmingham City till 31 maj 2023)  |
| -  | England | MV  | Joe Young (i Telford United till 31 maj 2023)        |
| -  | Irland  | F   | Lewis Richards (i Harrogate Town till 31 maj 2023)   |

| Nr | Land          | Pos | Namn                                                  |
| -- | ------------- | --- | ----------------------------------------------------- |
| -  | Nederländerna | F   | Nigel Lonwijk (i Plymouth Argyle till 31 maj 2023)    |
| -  | England       | F   | Ryan Giles (i Middlesbrough till 31 maj 2023)         |
| -  | England       | MF  | Taylor Perry (i Cheltenham Town till 31 maj 2023)     |
| -  | Kanada        | A   | Theo Corbeanu (i Arminia Bielefeld till 30 juni 2022) |

### Akademilag
| Nr | Land    | Pos | Namn                         |
| -- | ------- | --- | ---------------------------- |
| 48 | Irland  | MV  | James Storer (-04)           |
| 84 | England | A   | Leon Chiwome (-06)           |
| 94 | England | A   | Owen Farmer (-05)            |
| 95 | England | F   | Filozofe Mabete (-04)        |
| 97 | England | MF  | Mason Rees (-05)             |
| -  | England | MF  | Ackeme Francis-Burrell (-05) |
| -  | England | A   | Dom Plank (-)                |
| -  | England | A   | Ethan McLeod (-04)           |
| -  | England | A   | Fabian Reynolds (-06)        |
| -  | Wales   | MF  | Fin Ashworth (-05)           |

| Nr | Land    | Pos | Namn                      |
| -- | ------- | --- | ------------------------- |
| -  | England | F   | Hayden Carson (-06)       |
| -  | Wales   | A   | Josh Esen (-04)           |
| -  | Malta   | MF  | Lucas Scicluna (-05)      |
| -  | England | F   | Marvin Kaleta (-04)       |
| -  | England | F   | Mo Diomande (-)           |
| -  | England | MV  | Stan Amos (-06)           |
| -  | Italien | MF  | Temple Ojinnaka (-05)     |
| -  | England | F   | Testimony Igbinoghene (-) |
| -  | England | MF  | Ty Barnett (-05)          |

## Meriter
- Engelska mästare: 1954, 1958, 1959
- The Football League Division 2: 1932, 1977
- The Football League Division 3: 1924, 1989
- The Football League Division 4: 1988
- The Championship: 2009, 2018
- The Football League One: 2014
- FA-cupen: 1893, 1908, 1949, 1960
- Ligacupen: 1974, 1980
- Sherpa Van Trophy: 1988
- Texaco Cup: 1971
- Football League War Cup: 1942
- UEFA-cupen, finalist: 1972
- Charity Shield: 1949 (delad med Portsmouth), 1954 (delad med West Bromwich Albion), 1959, 1960 (delad med Burnley)

## Klubbrekord

### Flest matcher
- Flest matcher: Derek Parkin – 609 matcher, 1968–1982
- Flest ligamatcher: Derek Parkin – 501 matcher, 1968–1982
- Flest matcher i rad: Phil Parkes – 171 (127 i ligan), september 1970–september 1973

### Flest mål
Namn – antal mål:
- Steve Bull MBE – 306
- John Richards – 194
- Billy Hartill – 170
- Johnny Hancocks – 168
- Jimmy Murray – 166
- Peter Broadbent – 145
- Harry Wood – 126
- Dennis Westcott – 124
- Derek Dougan – 123
- Kenny Hibbitt – 114
- Roy Swinbourne – 114
- Jimmy Mullen – 112
- Dennis Wilshaw – 112
- Tom Phillipson – 111
- Jesse Pye – 95

### Individuella rekord
- Flest mål: Steve Bull MBE – 306 mål (1986/87–1998/99)
- Flest mål under en säsong:  Steve Bull MBE – 52 mål 1987/88
- Flest ligamål under en säsong: Dennis Westcott – 38 mål, Division 1 1946/1947
- Flest mål i FA-cupen: John Richards – 24 mål, 1969–1983
- Flest mål i Ligacupen: 
  - John Richards – 18 mål, 1969–1983
  - Steve Bull MBE – 18 mål, 1986–1999
- Flest mål i Europacuperna: Derek Dougan – 12 mål, 1966–1975
- Flest hattrick: Steve Bull MBE – 18 st, 1986–1999
- Flest mål i en match:
  - 5 – Joe Butcher mot Accrington – 1892 (Division 1)
  - 5 – Tom Phillipson mot Bradford City – 1926 (Division 2)
  - 5 – Billy Hartill mot Notts County – 1929 (Division 2)
  - 5 – Billy Hartill mot Aston Villa – 1934 (Division 1)
- Snabbaste målet: 12 sekunder – John Richards mot Burnley, Division 2 1976/1977.
- Flest landskamper som Wolverhamptonspelare: Billy Wright, 105 varav 90 som lagkapten (1939–1959)

### Lagrekord
- Flest ligamål under en säsong: 115 (Division 2, 1931/32)
- Flest poäng:
  - Två poäng för seger: 64 (Division 1, 1957/58)
  - Tre poäng för seger: 92 (Division 3, 1988/89)

- Största hemmaseger (ligan): 10–1 mot Leicester City. Division 1, 15 april 1937
- Största bortaseger (ligan): 9–1 mot Cardiff City. Division 1, 3 september 1955
- Största hemmaförlust (ligan): 0–8 mot West Bromwich Albion. Division 1, 27 december 1897
- Största bortaförlust (ligan): 1–10 mot Newton Heath. Division 1, 15 oktober 1892

- Största hemmaseger (FA-cupen): 14–1 mot Crosswell's Brewery. 2:a omgången, 13 november 1886
- Största bortaseger (FA-cupen): 
  - 5–0 mot Reading. 1:a omgången, 15 januari 1910 (matchen spelades på Molineux)
  - 5–0 mot Grimsby Town, semifinal på Old Trafford. 25 mars 1939
- Största hemmaförlust (FA-cupen): 3–6 mot Derby County. 3:e omgången, 14 januari 1933
- Största bortaförlust (FA-cupen): 0–6 mot Rotherham United. 1:a omgången, 16 november 1985

- Största hemmaseger (Ligacupen): 6–1 mot Shrewsbury Town. 2:a omgången, 1:a matchen, 24 september 1991
- Största bortaseger (Ligacupen): 5–1 mot Fulham. 2:a omgången, 1:a matchen, 3 oktober 1995
- Största hemmaförlust (Ligacupen): 
  - 1–3 mot Fulham. 2:a omgången, 11 september 1974
  - 1–3 mot Luton Town. 2:a omgången, 30 augusti 1977
- Största bortaförlust (Ligacupen): 
  - 0–5 mot Fulham. 3:e omgången, 5 oktober 1966
  - 0–5 mot Sunderland. 2:a omgången, 2:a matchen, 27 oktober 1982

- Dyraste spelarköp: 3,5 miljoner pund till Bristol City för Ade Akinbiyi, september 1999
- Dyraste spelarförsäljning: 6 miljoner pund från Coventry City för Robbie Keane, augusti 1999

## Tränare
Följande tränare har vunnit minst en titel med Wolverhampton:
- Jack Addenbrooke (1885–1922): FA-cupvinnare 1893, 1908.
- George Jobey (1922–1924): Serieseger i division tre norra 1924.
- Frank Buckley (1927–1944): Serieseger i division två 1932.
- Stan Cullis (1948–1964): Ligamästare 1954, 1958, 1959, FA-cupvinnare 1949, 1960.
- Bill McGarry (1968–1976): Ligacupvinnare 1974, vinnare av Texaco Cup 1971.
- Sammy Chung (1976–1978): Serieseger i division två 1977.
- John Barnwell (1978–1982): Ligacupvinnare 1980.
- Graham Turner (1986–1994): Serieseger i division tre 1989, serieseger i division fyra 1988, vinnare av Sherpa Van Trophy 1988.
- Dave Jones (2001–2004): Vinnare av kvalet till Premier League 2003.

## Kända Wolves-supportrar
- Edward Elgar, kompositör[7]
- Robert Plant, musiker (Led Zeppelin)[7]
- Bev Bevan, musiker (ELO)[7]
- Glenn Hughes, musiker (Deep Purple)[8]
- Ingvar Carlsson, före detta statsminister i Sverige[7]
- Tommy Engstrand, sportkommentator[7]
- Johnny Ekström, före detta fotbollsproffs[7]
- Björn Persson, travtränare

- Lars Lagerbäck, före detta svensk förbundskapten[9]

- Sean Connery, skådespelare[10]

## A Load Of Bull - Supporterfanzine
A Load Of Bull är ett fanzine för fotbollslaget Wolverhampton Wanderers FC, även kallade Wolves. Det startade 1989, innehållet skrivs av Wolves supportrar och redigeras av Charles Ross. Den säljs utanför Molineux Stadium på matchdagar.